# Доњи Градац (Коњиц)
Доњи Градац је насељено место у Босни и Херцеговини у општини Коњиц у Херцеговачко-неретванском кантону које административно припада Федерацији Босне и Херцеговине. Према попису становништва из 1991. у насељу је живјело 164 становника.

## Становништво
По последњем службеном попису становништва из 1991. године, у насељу Доњи Градац живело је 164 становника. Сви становници су били Муслимани. Муслимани се данас углавном изјашњавају као Бошњаци.